# Theatre of Madness Tour
Theatre of Madness Tour es el nombre de una gira de conciertos realizada por la banda Ozzy Osbourne entre 1991 y 1992 como soporte del álbum de estudio No More Tears.

## Personal

### 1991
- Ozzy Osbourne – Voz
- Zakk Wylde – Guitarra
- Bob Daisley – Bajo
- Randy Castillo – Batería
- John Sinclair – Teclados

### 1991–1992
- Ozzy Osbourne – Voz
- Zakk Wylde – Guitarra
- Mike Inez – Bajo
- Randy Castillo – Batería
- Kevin Jones – Teclados

## Lista de canciones

### Canciones tocadas
1. "Bark at the Moon"
2. "Desire"
3. "Mr Crowley"
4. "I Don't Know"
5. "Snowblind"
6. "Goodbye to Romance"
7. "I Don't Want to Change the World" y solo de guitarra
8. "Shot in the Dark"
9. "No More Tears"
10. "Miracle Man" y solo de batería
11. "Party with the Animals"
12. "War Pigs"
13. "Sweet Leaf"
14. "Dee" y "Suicide Solution"
15. "Fairies Wear Boots"
16. "Flying High Again"
17. "Mama, I'm Coming Home"
18. "Iron Man" y "Paranoid"
19. "Crazy Train"

### Setlist típico
1. "Bark at the Moon"
2. "Desire"
3. "Mr Crowley"
4. "I Don't Know"
5. "Snowblind"
6. "Goodbye to Romance"
7. "I Don't Wanna Change the World" y solo de guitarra
8. "Shot in the Dark"
9. "No More Tears"
10. "Miracle Man" y solo de batería
11. "War Pigs"
12. "Suicide Solution"
13. "Flying High Again"
14. "Paranoid"
15. "Crazy Train"

## Fechas
| Fecha                        | Ciudad                        | País           | Escenario                                        |
| Pre-gira                     | Pre-gira                      | Pre-gira       | Pre-gira                                         |
| ---------------------------- | ----------------------------- | -------------- | ------------------------------------------------ |
| 11 de enero de 1991          | Dublín                        | Irlanda        | McGonagle's                                      |
| 18 de enero de 1991          | Londres                       | Inglaterra     | Marquee Club                                     |
| 20 de enero de 1991          | Londres                       | Inglaterra     | Wembley Stadium (Great British Music Weekend)    |
| 8 de febrero de 1991         | Long Beach, California        | Estados Unidos | Long Beach Arena (Children of the Night)         |
| 5 de octubre de 1991         | Los Ángeles                   | Estados Unidos | Airport Marriott Hotel                           |
| Asia                         |                               |                |                                                  |
| 28 de octubre de 1991        | Sendai                        | Japón          | Sendai Sun Plaza                                 |
| 30 de octubre de 1991        | Tokio                         | Japón          | Nippon Budokan                                   |
| 31 de octubre de 1991        | Tokio                         | Japón          | Nippon Budokan                                   |
| 2 de noviembre de 1991       | Yokohama                      | Japón          | Yokohama Cultural Gymnasium                      |
| 3 de noviembre de 1991       | Nagoya                        | Japón          | Nagoya Civic Assembly Hall                       |
| Noviembre. 5, 1991           | Osaka                         | Japón          | Osaka-jō Hall                                    |
| Norteamérica (primera etapa) |                               |                |                                                  |
| 10 de noviembre de 1991      | ?                             | Estados Unidos | ?                                                |
| 12 de noviembre de 1991      | Austin, Texas                 | Estados Unidos | Long Center for the Performing Arts              |
| 13 de noviembre de 1991      | Dallas                        | Estados Unidos | Bronco Bowl                                      |
| 16 de noviembre de 1991      | Mesa, Arizona                 | Estados Unidos | Mesa Amphitheatre                                |
| 17 de noviembre de 1991      | San Diego                     | Estados Unidos | Golden Hall                                      |
| 18 de noviembre de 1991      | Los Ángeles                   | Estados Unidos | Universal Amphitheatre                           |
| 20 de noviembre de 1991      | San Francisco                 | Estados Unidos | The Warfield                                     |
| 21 de noviembre de 1991      | San Francisco                 | Estados Unidos | The Warfield                                     |
| 23 de noviembre de 1991      | Denver                        | Estados Unidos | Mammoth Events Center                            |
| 25 de noviembre de 1991      | Mineápolis                    | Estados Unidos | ?                                                |
| 26 de noviembre de 1991      | Chicago                       | Estados Unidos | Aragon Ballroom                                  |
| 27 de noviembre de 1991      | Cleveland                     | Estados Unidos | ?                                                |
| 28 de noviembre de 1991      | Detroit                       | Estados Unidos | Fox Theater                                      |
| 30 de noviembre de 1991      | Buffalo                       | Estados Unidos | Shea's Performing Arts Theater                   |
| 1 de diciembre de 1991       | Poughkeepsie                  | Estados Unidos | Mid-Hudson Civic Center                          |
| 2 de diciembre de 1991       | Upper Darby                   | Estados Unidos | Tower Theater                                    |
| 3 de diciembre de 1991       | Nueva York City               | Estados Unidos | Paramount Theater                                |
| 5 de diciembre de 1991       | Toronto                       | Canadá         | ?                                                |
| 6 de diciembre de 1991       | Montreal                      | Canadá         | Verdun Auditorium                                |
| 8 de diciembre de 1991       | Boston                        | Estados Unidos | Orpheum Theater                                  |
| 11 de diciembre de 1991      | Washington D. C.              | Estados Unidos | DAR Constitution Hall                            |
| 12 de diciembre de 1991      | Charlotte                     | Estados Unidos | Grady Cole Center                                |
| 14 de diciembre de 1991      | Tampa                         | Estados Unidos | Sun Dome                                         |
| 15 de diciembre de 1991      | Sunrise                       | Estados Unidos | Sunrise Musical Theater                          |
| Norteamérica (segunda etapa) |                               |                |                                                  |
| 5 de enero de 1992           | Sunrise, Florida              | Estados Unidos | Sunrise Musical Theater                          |
| 6 de enero de 1992           | Tampa, Florida                | Estados Unidos | USF Sun Dome                                     |
| 11 de enero de 1992          | Charlotte, Carolina del Norte | Estados Unidos | Grady Cole Center                                |
| 16 de enero de 1992          | Boston                        | Estados Unidos | Orpheum Theatre                                  |
| 18 de enero de 1992          | Montreal                      | Canadá         | Verdun Auditorium                                |
| 21 de enero de 1992          | Poughkeepsie, Nueva York      | Estados Unidos | Mid-Hudson Civic Center                          |
| 22 de enero de 1992          | Albany, Nueva York            | Estados Unidos | Palace Theatre                                   |
| 24 de enero de 1992          | Nueva York                    | Estados Unidos | Paramount Theatre                                |
| 25 de enero de 1992          | Nueva York                    | Estados Unidos | Paramount Theatre                                |
| 27 de enero de 1992          | Washington D. C.              | Estados Unidos | DAR Constitution Hall                            |
| 29 de enero de 1992          | Upper Darby, Pensilvania      | Estados Unidos | Tower Theater                                    |
| 30 de enero de 1992          | Upper Darby, Pensilvania      | Estados Unidos | Tower Theater                                    |
| 1 de febrero de 1992         | Erie, Pensilvania             | Estados Unidos | Louis J. Tullio Arena                            |
| 2 de febrero de 1992         | Akron, Ohio                   | Estados Unidos | James A. Rhodes Arena                            |
| 4 de febrero de 1992         | Trotwood, Ohio                | Estados Unidos | Hara Arena                                       |
| 5 de febrero de 1992         | Toledo, Ohio                  | Estados Unidos | Toledo Sports Arena                              |
| 7 de febrero de 1992         | Saint Paul, Minnesota         | Estados Unidos | Roy Wilkins Auditorium                           |
| 8 de febrero de 1992         | Davenport, Iowa               | Estados Unidos | ?                                                |
| 10 de febrero de 1992        | Columbus, Ohio                | Estados Unidos | Veterans Memorial Auditorium                     |
| 11 de febrero de 1992        | Kalamazoo, Míchigan           | Estados Unidos | Wings Stadium                                    |
| 13 de febrero de 1992        | Detroit                       | Estados Unidos | Fox Theatre                                      |
| 14 de febrero de 1992        | Detroit                       | Estados Unidos | Fox Theatre                                      |
| 16 de febrero de 1992        | St. Louis                     | Estados Unidos | Fox Theatre                                      |
| 17 de febrero de 1992        | Kansas City, Kansas           | Estados Unidos | Memorial Hall                                    |
| Europa                       |                               |                |                                                  |
| 22 de febrero de 1992        | ?                             | ?              | ?                                                |
| 24 de febrero de 1992        | Estocolmo                     | Suecia         | Cirkus                                           |
| 25 de febrero de 1992        | Oslo                          | Noruega        | Rockefeller Music Hall                           |
| 27 de febrero de 1992        | Copenhague                    | Dinamarca      | Saga Cinema                                      |
| 28 de febrero de 1992        | Berlín                        | Alemania       | Neue Welt                                        |
| 1 de marzo de 1992           | Hamburgo                      | Alemania       | Docks                                            |
| 2 de marzo de 1992           | Düsseldorf                    | Alemania       | Gate 3                                           |
| 4 de marzo de 1992           | Ámsterdam                     | Holanda        | Paradiso                                         |
| 5 de marzo de 1992           | París                         | Francia        | La Cigale                                        |
| 8 de marzo de 1992           | Neu-Isenburg                  | Alemania       | Huguenots Hall                                   |
| 9 de marzo de 1992           | Múnich                        | Alemania       | Factory Theatre                                  |
| 11 de marzo de 1992          | Milán                         | Italia         | The Rolling Stone                                |
| 12 de marzo de 1992          | Zúrich                        | Suiza          | Volkshaus                                        |
| 14 de marzo de 1992          | Barcelona                     | España         | Zeleste                                          |
| 17 de marzo de 1992          | Mánchester                    | Inglaterra     | O2 Apollo Mánchester                             |
| 18 de marzo de 1992          | Edinburgh                     | Escocia        | Edinburgh Playhouse                              |
| 20 de marzo de 1992          | Brixton                       | Inglaterra     | Brixton Academy                                  |
| 21 de marzo de 1992          | ?                             | ?              | ?                                                |
| Norteamérica                 |                               |                |                                                  |
| 26 de marzo de 1992          | Long Beach                    | Estados Unidos | Long Beach Arena (Randy Rhoads Memorial Benefit) |
| 28 de marzo de 1992          | Irvine, California            | Estados Unidos | Irvine Meadows Amphitheatre                      |
| 30 de marzo de 1992          | Fairbanks, Alaska             | Estados Unidos | Carlson Center                                   |
| 31 de marzo de 1992          | Anchorage, Alaska             | Estados Unidos | Sullivan Arena                                   |
| 5 de abril de 1992           | Honolulu                      | Estados Unidos | Neal S. Blaisdell Arena                          |